# Palais de l'Assemblée du peuple
Le palais de l’Assemblée du peuple (chinois simplifié : 人民大会堂 ; chinois traditionnel : 人民大會堂 ; pinyin : Rénmín Dàhuìtáng) est le bâtiment qui accueille les réunions de la Conférence consultative politique du peuple chinois et de l'Assemblée nationale populaire de la République populaire de Chine. Il est situé sur le côté ouest de la Place Tian'anmen à Pékin. Il sert également de salle de spectacle. Par exemple lors d'un gala à l'occasion du nouvel an chinois.
Donnant sur la place Tian'anmen, il fait face au Centre national des arts du spectacle, siège actuel de l’opéra de Pékin, communément appelé l'Œuf, par les Pékinois. Le miroir liquide qui entoure l'opéra donne l'occasion à leurs deux reflets de se rencontrer.

## Galerie

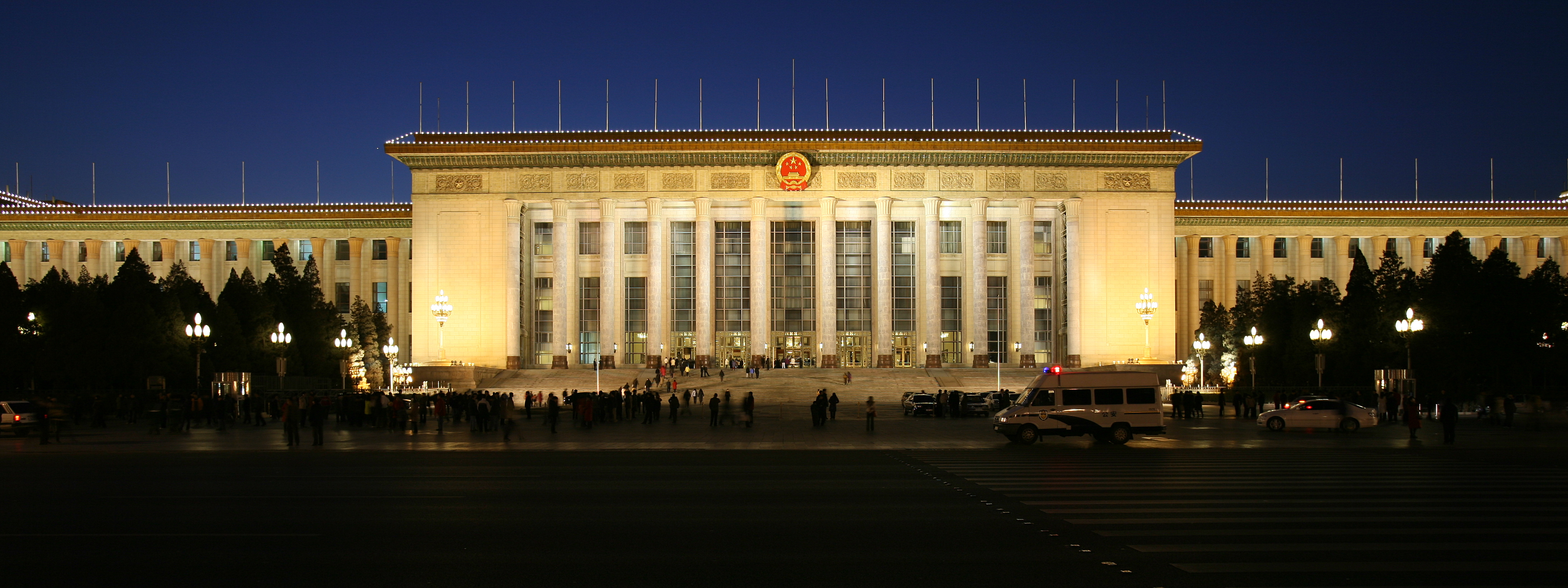
Vue nocturne de l'entrée principale.
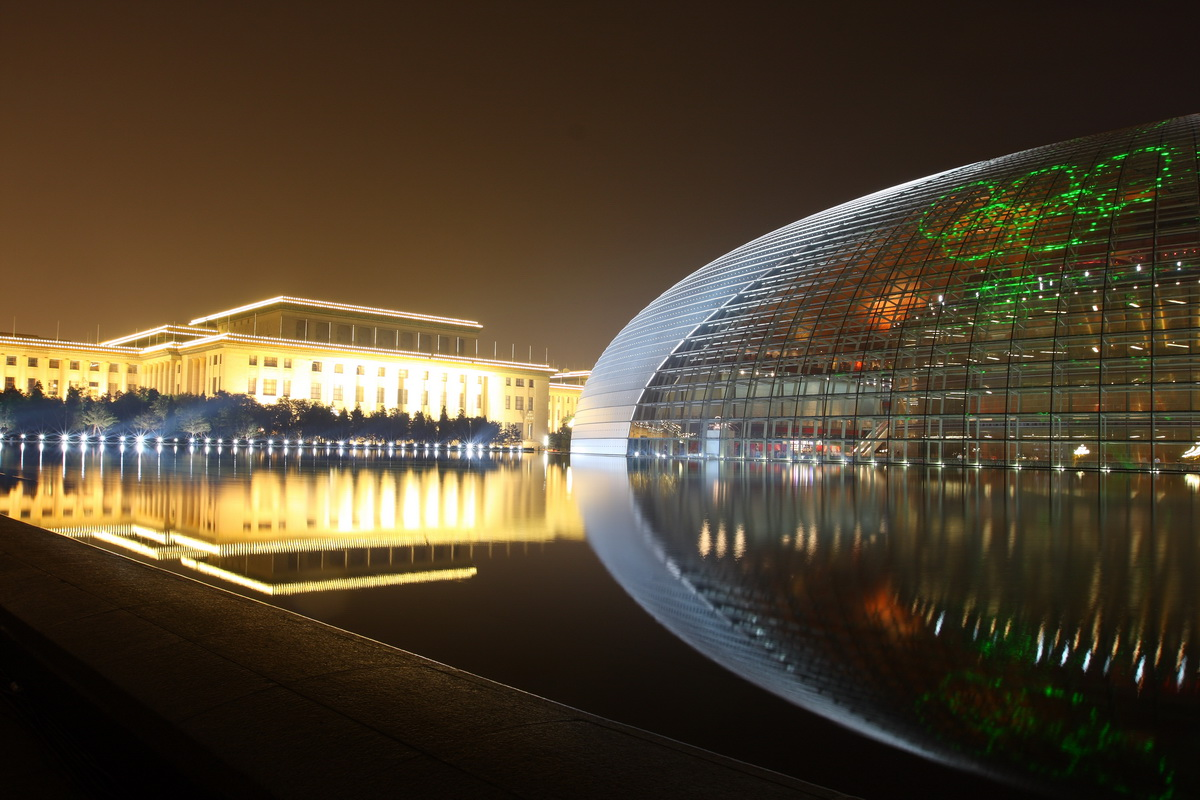
Centre national des arts du spectacle de Pékin faisant face au palais de l'Assemblée du peuple.
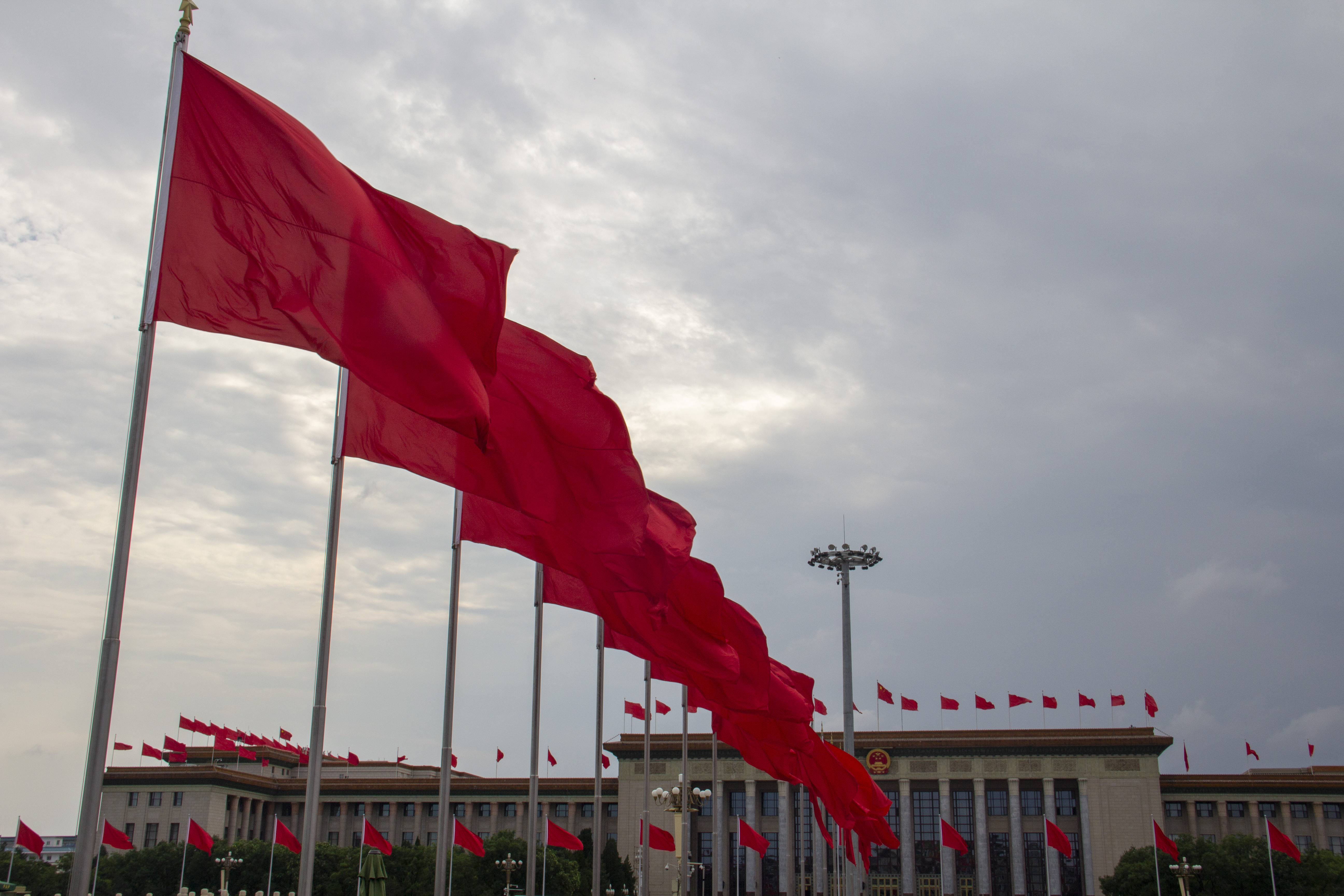
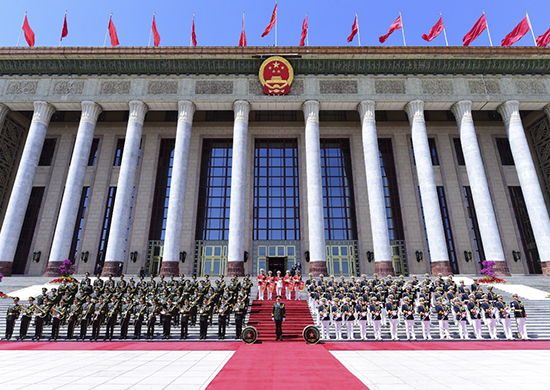
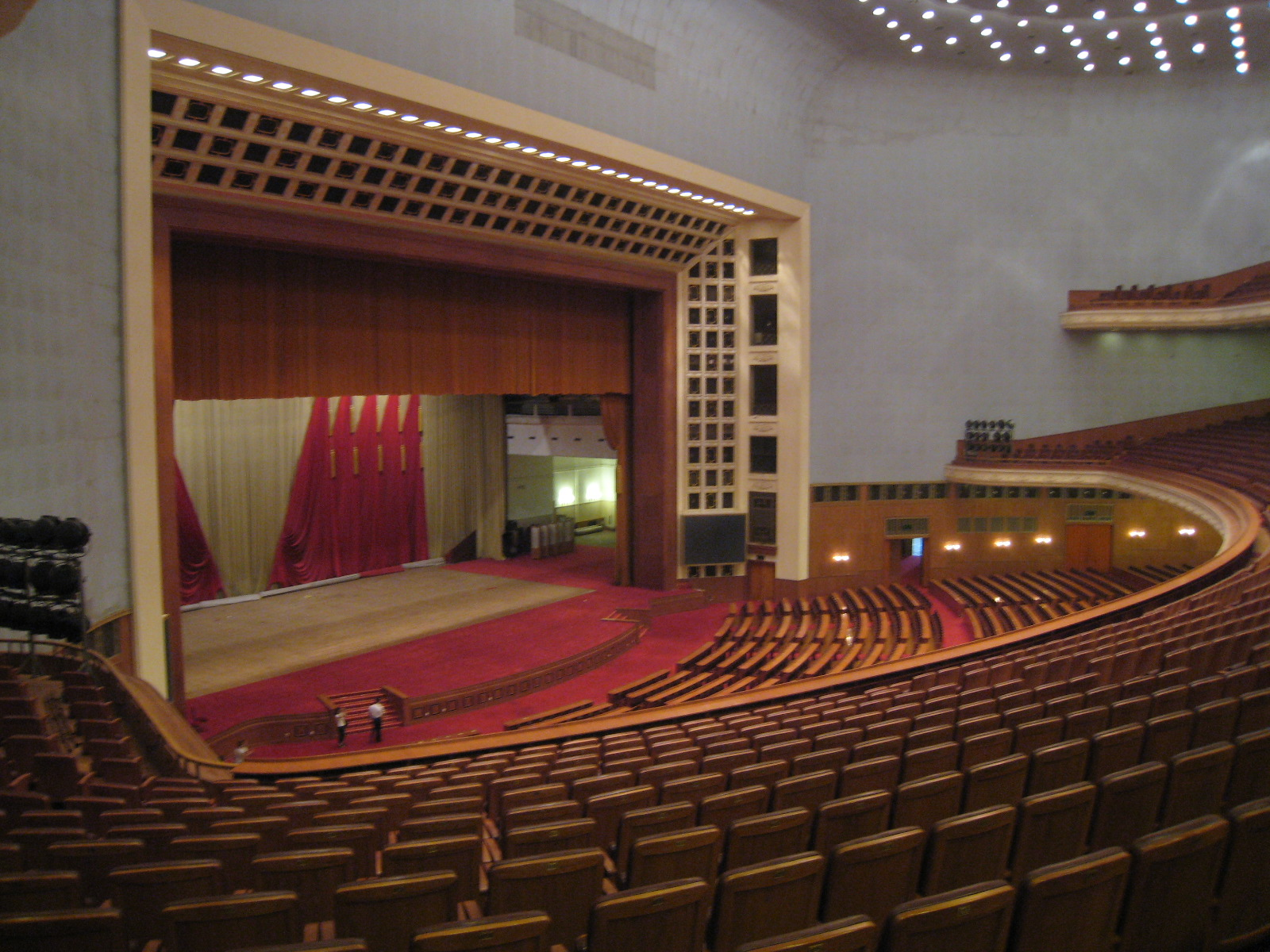
Auditorium.
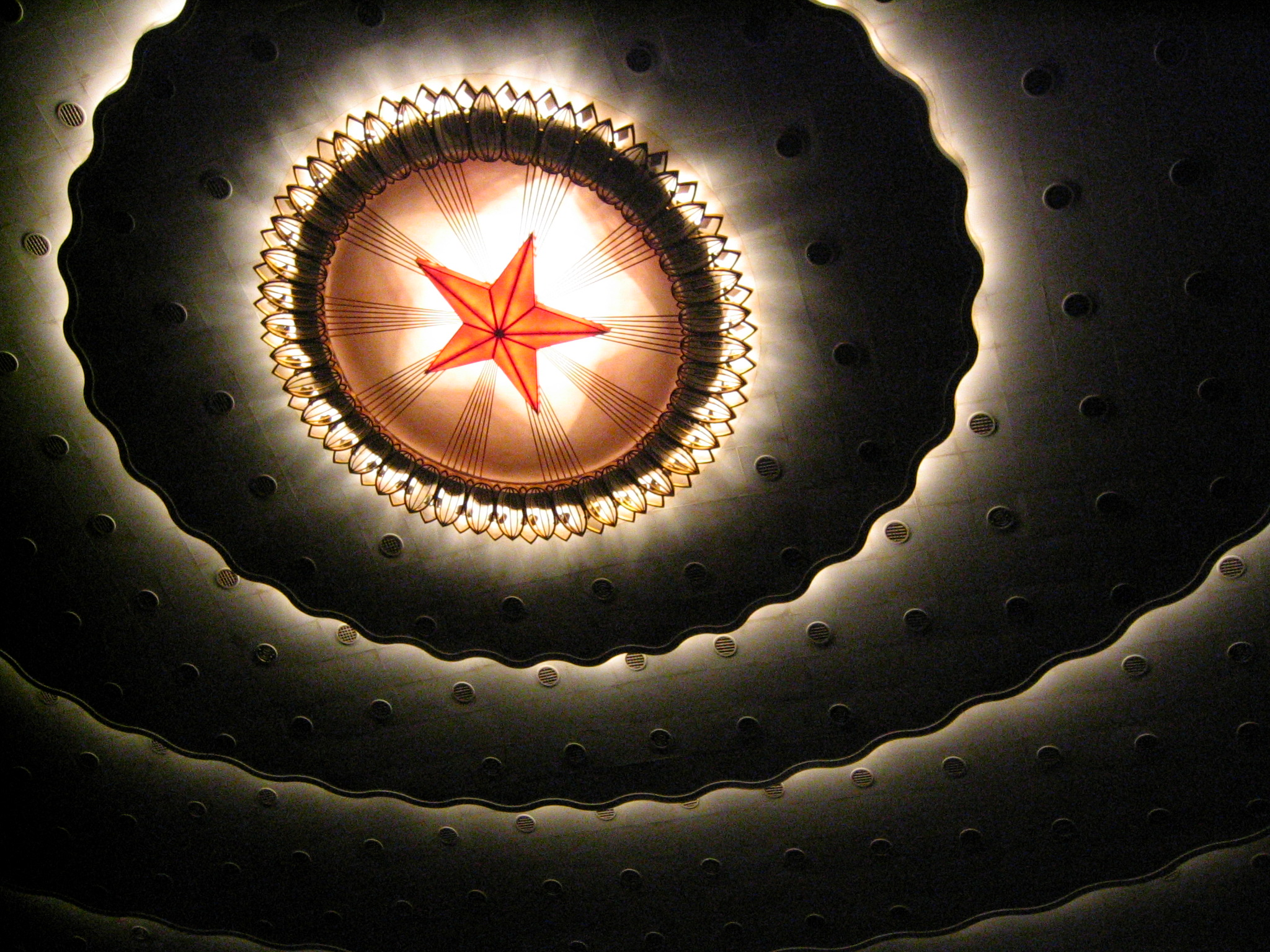
Plafond de l'auditorium.